# Вест-Юніон (Огайо)
Вест-Юніон (англ. West Union) — селище (англ. village) в США, в окрузі Адамс штату Огайо. Населення — 3004 особи (2020).

## Географія
Вест-Юніон розташований за координатами 38°47′30″ пн. ш. 83°32′39″ зх. д. / 38.79167° пн. ш. 83.54417° зх. д. (38.791684, -83.544093).  За даними Бюро перепису населення США в 2010 році селище мало площу 7,33 км², уся площа — суходіл.

## Демографія
Згідно з переписом 2010 року, у селищі мешкала 3241 особа в 1322 домогосподарствах у складі 805 родин. Густота населення становила 442 особи/км².  Було 1493 помешкання (204/км²).
Расовий склад населення:
| - 97,4 % — білих - 0,4 % — чорних або афроамериканців - 0,2 % — корінних американців - 0,2 % — азіатів |

До двох чи більше рас належало 1,5 %. Частка іспаномовних становила 0,8 % від усіх жителів.
За віковим діапазоном населення розподілялося таким чином: 23,4 % — особи молодші 18 років, 56,4 % — особи у віці 18—64 років, 20,2 % — особи у віці 65 років та старші. Медіана віку мешканця становила 40,1 року. На 100 осіб жіночої статі у селищі припадало 83,4 чоловіків;  на 100 жінок у віці від 18 років та старших — 77,3 чоловіків також старших 18 років.
Середній дохід на одне домашнє господарство  становив 39 715 доларів США (медіана — 23 715), а середній дохід на одну сім'ю — 54 188 доларів (медіана — 41 326). Медіана доходів становила 50 577 доларів для чоловіків та 25 344 долари для жінок. За межею бідності перебувало 36,7 % осіб, у тому числі 56,8 % дітей у віці до 18 років та 23,5 % осіб у віці 65 років та старших.
Цивільне працевлаштоване населення становило 1194 особи. Основні галузі зайнятості: освіта, охорона здоров'я та соціальна допомога — 23,1 %, виробництво — 18,2 %, роздрібна торгівля — 11,8 %, будівництво — 8,4 %.